# Détection de neutrons

Structure des quarks neutroniques (forme annulaire)

La détection de neutrons est la détection effective de neutrons entrant dans un détecteur. Il existe deux aspects de la détection effective de neutrons : l'aspect matériel (hardware) et l'aspect logiciel (software). Le matériel de détection désigne le genre de détecteur utilisé (le plus souvent, un détecteur à scintillation) et l'électronique qui y est liée. D'autre part, le montage du matériel définit aussi les paramètres expérimentaux, tels que la distance entre source et détecteur ou l'angle solide du détecteur. Les logiciels de détection sont des outils analytiques qui performent des tâches telles que l'analyse graphique pour mesurer le nombre et l'énergie des neutrons arrivant dans le détecteur.

## Bases physiques de la détection de neutrons

### Signatures des neutrons
Les particules atomiques et subatomiques sont détectées par la signature qu'elles produisent par interaction avec leur environnement. Ces interactions résultent de leurs caractéristiques fondamentales : 
- charge : les neutrons sont des particules neutres et ne provoquent pas d'ionisation directe ; ainsi, ils sont plus difficiles à détecter directement que les particules chargées. De plus, leur trajectoire n'est pas influencée par les champs électriques ou magnétiques ;
- masse : la masse du neutron, 1,008 664 916 00(43) u[1], n'est pas directement détectable, mais elle a une influence sur les réactions qui permettent la détection de neutrons ;
- réactions : les neutrons interagissent avec beaucoup de matériaux par diffusion élastique, produisant un recul de noyau, par diffusion inélastique, excitant le noyau, ou par absorption accompagnée de la transmutation du noyau. La plupart des méthodes de détection sont basées sur la détection des différents produits de réaction ;
- moment magnétique : bien que les neutrons possèdent un moment magnétique de −1,913 042 72(45) μN, les techniques de détection du moment magnétique ne sont pas assez sensibles pour être utilisées dans la détection de neutrons ;
- dipôle électrostatique : bien que prédit, le dipôle électrostatique du neutron n'a pas encore été détecté. Il ne s'agit donc pas d'une signature utilisable ;
- désintégration : en dehors du noyau, les neutrons libres sont instables et ont une durée de vie moyenne de 880,3(11) s (environ 14 minutes et 40 secondes)[1]. Les neutrons libres se désintègrent en émettant un proton, un électron et un antineutrino électronique, selon le processus de désintégration β[2] :

{\displaystyle n\longleftrightarrow p+e^{-}+{\bar {\nu }}_{e}}
Bien qu'il soit possible de détecter les électrons et les protons produits par la désintégration des neutrons, le taux de désintégration est dans la pratique trop bas pour servir à la détection de neutrons.

### Détections classiques de neutrons
D'après ces propriétés, les méthodes de détection de neutrons sont divisées en quelques catégories principales : 
- réactions d'absorption rapides : les neutrons de faible énergie sont généralement détectés de façon indirecte par des réactions d'absorption. Les matériaux typiquement utilisés sont des isotopes ayant une grande section efficace d'absorption de neutrons, comme 3He, 6Li, 10B et 235U. Chacun de ces isotopes réagit avec les neutrons en émettant des particules ionisées de haute énergie, dont la trajectoire d'ionisation peut être détectée.  Parmi les réactions utilisées, notons :
  - n + 3He → 3H + 1H ;
  - 6Li(n,α) → 3H ;
  - n + 10B → 7Li + α ;
  - la fission de l'uranium 235U + n → 236U → X + Y + k n[3] ;
- processus d'activation - les neutrons peuvent être détectés en étant absorbés par capture, spallation ou une réaction similaire, avec des produits de réaction qui se désintègrent plus tard, émettant des particules β ou des rayons γ. Certains matériaux (indium, or, rhodium, fer (56Fe(n,p) → 56Mn), aluminium (27Al(n,α) → 24Na),  niobium (93Nb(n,2n) → 52Nb) et silicium (28Si(n,p) → 28Al)) ont une très grande section efficace pour la capture de neutrons dans une gamme étroite d'énergie. L'utilisation de plusieurs matériaux absorbants permet la caractérisation du spectre d'énergie des neutrons. L'activation permet aussi la reconstitution d'une exposition aux neutrons passée (par exemple, reconstitution des expositions aux neutrons lors d'un accident de criticité)[3] ;
- réactions de diffusion élastique (« recul de proton ») : les neutrons de haute énergie sont généralement détectés indirectement par des réactions de diffusion élastique. Les neutrons entrent en collision avec les noyaux des atomes dans le détecteur, transférant de l'énergie aux noyaux et créant des ions, qui sont détectés. Comme le transfert d'énergie maximum a lieu lorsque la masse de l'atome participant à la collision est comparable à celle du neutron, les matériaux contenant de l'hydrogène (comme l'eau ou du plastique) sont souvent utilisés pour de tels détecteurs[3].

## Types de détecteurs de neutrons

### Détecteurs proportionnels à gaz
Les détecteurs proportionnels d'ionisation à gaz peuvent être utilisés pour détecter les neutrons. Bien que les neutrons ne provoquent pas directement d'ionisation, l'addition d'un nucléide de grande section efficace nucléaire permet au détecteur de réagir aux neutrons. Les nucléides généralement utilisés dans ce but sont : 10B, 235U et 3He. Comme ces matériaux interagissent le plus souvent avec les neutrons thermiques, ils sont entourés par des matériaux de modération (ou thermalisation).
D'autres effets sont à prendre en compte pour isoler le signal des neutrons des autres types de radiation. Les énergies des réactions dues aux neutrons sont discrètes, alors que celles dues aux rayons γ par exemple s'étalent sur une large bande d'énergie, ce qui permet de détecter uniquement les neutrons.
Les détecteurs d'ionisation à gaz mesurent le nombre de neutrons, pas leur énergie.
Il existe plusieurs types de détecteurs proportionnels à gaz :
- les détecteurs à 3He : l'isotope 3He de l'hélium est un matériau particulièrement effectif pour la détection des neutrons, car 3He réagit en absorbant les neutrons thermiques, émettant un 1H et un 3H. Sa sensibilité aux rayons γ est négligeable, ce qui en fait un détecteur de neutrons très utilisé. Cependant, les ressources en 3He sont limitées et sont obtenues comme sous-produit de la désintégration du tritium (qui a une durée de vie moyenne de 12,3 ans) ;
- les détecteurs à BF3 : comme l'élément bore n'est pas gazeux, les détecteurs de neutrons à base de bore peuvent utiliser du trifluorure de bore (BF3) enrichi à 96 % de 10B (le bore naturel contient environ 20 % de 10B et 80 % de 11B)[4] ;
- les détecteurs à bore se comportent de façon similaire aux détecteurs proportionnels à BF3. La différence est que les parois du détecteur sont recouvertes de 10B. Comme la réaction n'a lieu que sur une surface, seule une des deux particules émises par la réaction est détectée.

### Détecteurs à scintillation
Les détecteurs de neutrons à scintillation peuvent être à base de scintillateurs organiques (liquides ou cristallins), scintillateurs inorganiques, de plastiques et de fibres à scintillation.

### Détecteurs de neutrons à base de semi-conducteurs
Les semi-conducteurs ont été utilisés pour la détection de neutrons.

### Détecteurs à activation neutronique
Des matériaux d'activation peuvent être placés dans un champ de neutrons pour caractériser leurs spectre d'énergie et intensité. Des réactions d'activation ayant plusieurs seuils d'activation peuvent être utilisées (56Fe(n,p) → 56Mn, 27Al(n,α) → 24Na, 93Nb(n,2n) → 52Nb, 28Si(n,p) → 28Al).

### Détecteurs de neutrons rapides
La détection de neutrons rapides pose certains problèmes. Un détecteur de neutrons rapides directionnel a été développé en utilisant des reculs multiples de protons dans des plans séparés d'un matériau plastique de scintillation. La trajectoire des noyaux de recul créés par les collisions de neutrons est enregistrée ; la détermination de l'énergie et du moment cinétique de deux noyaux de recul permet le calcul de la direction et de l'énergie du neutron incident.

## Applications
La détection de neutrons a plusieurs champs d'application. Chaque application nécessite différents systèmes de détection.
- Instrumentation en réacteur : comme la puissance d'un réacteur est linéairement proportionnelle au flux neutronique, les détecteurs de neutrons donnent une mesure importante de la puissance dans les réacteurs nucléaires et de recherche. Les réacteurs à eau bouillante peuvent avoir des douzaines de détecteurs de neutrons. La plupart des détecteurs de neutrons utilisés dans les réacteurs nucléaires à neutrons thermiques sont spécialement optimisés pour la détection des neutrons thermiques.
- Physique des particules : la détection de neutrons a été proposée pour améliorer la performance des observatoires de neutrinos[11],[12].
- Science des matériaux : la diffusion de neutrons élastique et inélastique permet la caractérisation de la structure des matériaux sur des échelles de longueur allant de quelques ångströms à environ quelques micromètres.
- Radioprotection : les neutrons sont des radiations dangereuses qui se rencontrent dans les sources de neutrons, lors des vols, dans les accélérateurs de particules et dans les réacteurs nucléaires. Les détecteurs de neutrons utilisés pour la radioprotection doivent prendre en compte l'action biologique relative (la façon dont le dommage créé par les neutrons varie avec leur énergie).
- Détection des rayons cosmiques : les neutrons secondaires sont produits dans les gerbes atmosphériques. Des détecteurs de neutrons sont utilisés pour enregistrer les variations du flux de rayons cosmiques.
- Détection de matériaux fissiles : certains matériaux nucléaires spéciaux tels que 233U et 239Pu se désintègrent par fission spontanée, émettant des neutrons. L'utilisation de détecteurs de neutrons permet de repérer ces matériaux.